# Ma Weiqi
Ma Weiqi 马维祺 (cinese) (Pechino, 1851 – Pechino, 1886) è stato un insegnante cinese di arti marziali. Fu allievo di Dong Haichuan nel Baguazhang.

## Biografia
Originario di Pechino, faceva il carbonaio. Fin dall'infanzia era appassionato di arti marziali. Dopo aver studiato il Baguazhang, guadagnò una grande rinomanza sconfiggendo numerosi avversari. Il principe mancese Su chiese di vederlo all'opera e Ma Weiqi gli dimostrò un maneggio di estrema destrezza con una lancia di ferro pesante 46 kg. È deceduto a 29 anni in circostanze non chiare: alcuni dicono durante un allenamento, altri raccontano che fu colpito a morte da uno sconosciuto.